# Поза грою (фільм, 2020)
«Поза грою» (англ. The Way Back) — американська спортивна драма режисера Гевіна О'Коннора, знята за власним сценарієм, написаним у співавторстві з Бредом Інгелсбі, з Беном Афлеком у головній ролі.
Реліз фільму запланований на 6 березня 2020 року за сприяння Warner Bros. Pictures.

## У ролях
| Актор          | Роль           |
| -------------- | -------------- |
| Бен Аффлек     | Джек Каннінгем |
| Яніна Ґаванкар | Анжела         |
| Ал Мадрігал    | Ден            |
| Брендон Вілсон | Брендон        |
| Гейс Мак-Артур | Ерік           |
| Рейчел Карпані | Даян           |
| Лукас Гейдж    | Едді           |
| Мелвін Грегг   | Маркус Перріш  |

## Виробництво
11 червня 2018 року було оголошено, що режисер Гевін О'Коннор та актор Бен Аффлек будуть знову працювати разом у новому фільмі Warner Bros. за сценарієм Бреда Інгелсбі про колишню зірку баскетболу, який втратив дружину та сім'ю через алкогольну залежність, він намагається відновити свою душу, ставши тренером шкільної баскетбольної команди в своїй альма-матер. 26 вересня 2018 року повідомлялося, що комік Ал Мадрігал приєднався до акторського складу, щоб виконати роль Дена, вчителя математики середньої школи та помічника тренера, який вірить герою Аффлека після того, як головний тренер відмовився. Продюсерами стрічки стали Дженніфер Тодд, Гордон Грей, Раві Мехта та О'Коннор. У жовтні 2018 року роль отримала Яніна Ґаванкар. У листопаді 2018 року Бендон Вілсон та Рейчел Карпані приєдналися до акторського складу фільму. У липні 2019 року було оголошено назву «Поза грою». У серпні 2019 року було оголошено, що Роб Сімонсен напише музику до кінокартини.

### Зйомки
Основні зйомки розпочалися в жовтні 2018 року.

## Випуск
Фільм планують випустити 6 березня 2020 року. Раніше очікувався реліз 18 жовтня 2019 року.